# Římskokatolická farnost Zašová
Římskokatolická farnost Zašová je územním společenstvím římských katolíků v rámci děkanátu Valašské Meziříčí Olomoucké arcidiecéze s farním kostelem Navštívení Panny Marie.

## Historie
Obec byla založena na počátku 14. století a náležela k meziříčsko-rožnovskému panství. První písemná zmínka o ní pochází z roku 1370. Od roku 1549 patřila rodu Žerotínů. V obci působil řád Trinitářů, který zde měl od roku 1728 klášter (zakládací listina byla podepsána 22. října 1722 a obsahovala závazek hraběte Žerotína předat trinitářům i dosud nedokončený kostel). Klášter byl zrušen za vlády císaře Josefa II.
Už ve 14. století bývala v Zašové fara, od století osmnáctého jsou zprávy o zašovských poutích. Původní dřevěný kostel byl v první polovině osmnáctého století nahrazen novým. Základní kámen k novostavbě nového kostela byl položen 14. srpna 1714, dostavěn a požehnal byl 15. července 1725. 

## Duchovní správci
Od července 2013 je farářem R. D. Mgr. Jiří Polášek.

## Bohoslužby
| Kostel                 | Místo  | Bohoslužba (den)           | Hodina                 | Poznámka     |
| ---------------------- | ------ | -------------------------- | ---------------------- | ------------ |
| Navštívení Panny Marie | Zašová | neděle středa pátek sobota | 7.30, 10.30 18.00 7.00 | Farní kostel |

## Aktivity farnosti
Ve farnosti se pravidelně pořádá tříkrálová sbírka. V roce 2017 se při ní vybralo v Zašové 124 404 korun, ve Stříteži 27 226 korun.  O rok později dosáhl výtěžek sbírky 133 573 korun v Zašové, ve Stříteži pak 27 226 korun.
V říjnu 2017 udílel ve farnosti svátost biřmování arcibiskup Jan Graubner. 
Farnost je zapojena do projektu Zlínského kraje Otevřené brány, jehož cílem je rozšíření nabídky atraktivních destinací cestovního ruchu. Zašovský kostel je otevřen veřejnosti od 1. května do 30. září v těchto časech: sobota 9:00 – 12:00, 13:00 – 17:00, neděle 13:00 – 17:00
Pro zájemce je vždy k dispozici odborný průvodce. 